# Dichoropetalum
Dichoropetalum, biljni rod iz porodice štitarki raširen po Europi, dijelovima jugozapadne Azije i sjeverozapadne Afrike. Nekoliko vrsta koje su nekada uključivane u rod Peucedanum, rastu i u Hrvatskoj, to su Šotova i kuminska pukovica.

## Vrste
1. Dichoropetalum achaicum (Halácsy) Pimenov & Kljuykov
2. Dichoropetalum alanyensis Bilgili, Sagiroglu & H.Duman
3. Dichoropetalum alpigenum (Boiss.) Pimenov & Kljuykov
4. Dichoropetalum alpinum Fenzl
5. Dichoropetalum aromaticum (Rech.f.) Pimenov & Kljuykov
6. Dichoropetalum aureum (Boiss. & Balansa) Pimenov & Kljuykov
7. Dichoropetalum bupleuroides Pimenov & Kljuykov
8. Dichoropetalum carvifolia (Vill.) Pimenov & Kljuykov
9. Dichoropetalum caucasicum (M.Bieb.) Soldano, Galasso & Banfi
10. Dichoropetalum chryseum (Boiss. & Heldr.) Pimenov & Kljuykov
11. Dichoropetalum depauperatum (Boiss. & Balansa) Pimenov & Kljuykov
12. Dichoropetalum golestanicum (Rech.f.) Pimenov & Kljuykov
13. Dichoropetalum graminifolium (Boiss.) Pimenov & Kljuykov
14. Dichoropetalum isauricum (Parolly & Nordt) Pimenov & Kljuykov
15. Dichoropetalum junceum (Boiss.) Pimenov & Kljuykov
16. Dichoropetalum kittaniae (Yild.) Hand
17. Dichoropetalum kyriakae (Hadjik. & Alziar) Hand
18. Dichoropetalum lavrentiadis (Strid & Papan.) Pimenov & Kljuykov
19. Dichoropetalum longibracteolatum (Parolly & Nordt) Pimenov & Kljuykov
20. Dichoropetalum minutifolium (Janka) Pimenov & Kljuykov
21. Dichoropetalum munbyi (Boiss.) Pimenov & Kljuykov
22. Dichoropetalum oligophyllum (Griseb.) Pimenov & Kljuykov
23. Dichoropetalum palimbioides (Boiss.) Pimenov & Kljuykov
24. Dichoropetalum paucijugum (DC.) Pimenov & Kljuykov
25. Dichoropetalum platycarpum (Boiss.) Pimenov & Kljuykov
26. Dichoropetalum pschawicum (Boiss.) Pimenov & Kljuykov
27. Dichoropetalum ramosissimum (Mozaff.) Pimenov & Kljuykov
28. Dichoropetalum schottii (Besser ex DC.) Pimenov & Kljuykov
29. Dichoropetalum scoparium (Boiss.) Pimenov & Kljuykov
30. Dichoropetalum seseloides (C.A.Mey.) Pimenov & Kljuykov
31. Dichoropetalum stridii (Hartvig) Pimenov & Kljuykov
32. Dichoropetalum vittijugum (Boiss.) Pimenov & Kljuykov
33. Dichoropetalum vuralii Özbek & Arslan
34. Dichoropetalum × zirnichii (Cohrs) Reduron